# Грей, Тейвон
Тейво́н Ха́уард Грей (англ. Tayvon Howard Gray; 19 августа 2002, Бронкс, Нью-Йорк, США) — ямайский и американский футболист, правый защитник клуба «Нью-Йорк Сити» и сборной Ямайки.

## Карьера

### Клубная карьера
Тейвон и его брат-близнец Кейвон начали заниматься футболом в детской команде «Эс-ди-эф-си Ганнерс», а затем тренировались в «Сидар Старз Академи».
К академии футбольного клуба «Нью-Йорк Сити» Грей присоединился в 2017 году. 26 ноября 2019 года «Нью-Йорк Сити» подписал с Греем контракт по правилу доморощенного игрока. Его профессиональный дебют состоялся 24 апреля 2021 года в матче против «Цинциннати», в котором он вышел на замену на 83-й минуте. 15 ноября 2022 года Грей подписал с «Нью-Йорк Сити» новый контракт до конца сезона 2025 с опцией продления на сезон 2026.

### Международная карьера
В составе сборной США до 17 лет Грей принимал участие в юношеских чемпионатах КОНКАКАФ и мира 2019 года.
Оба родителя Грея — иммигранты с Ямайки. В сентябре 2023 года Грей был впервые вызван в сборную Ямайки на матчи Лиги наций КОНКАКАФ 2023/24 против сборных Гондураса и Гаити. В матче против Гондураса 8 сентября он дебютировал за «Регги Бойз», выйдя на замену во втором тайме.

## Достижения
Командные
 «Нью-Йорк Сити»
- Чемпион MLS (обладатель Кубка MLS): 2021
- Обладатель Campeones Cup: 2022

## Статистика выступлений

### Клубная статистика
| Выступление      | Выступление      | Выступление      | Лига | Лига | Плей-офф | Плей-офф | Кубок | Кубок | Континент | Континент | Итого | Итого |
| Клуб             | Лига             | Сезон            | Игры | Голы | Игры     | Голы     | Игры  | Голы  | Игры      | Голы      | Игры  | Голы  |
| ---------------- | ---------------- | ---------------- | ---- | ---- | -------- | -------- | ----- | ----- | --------- | --------- | ----- | ----- |
| Нью-Йорк Сити    | MLS              | 2020             | 0    | 0    | 0        | 0        | —     | —     | 0         | 0         | 0     | 0     |
| Нью-Йорк Сити    | MLS              | 2021             | 10   | 0    | 4        | 0        | —     | —     | 1         | 0         | 15    | 0     |
| Нью-Йорк Сити    | MLS              | 2022             | 27   | 0    | 0        | 0        | 2     | 0     | 5         | 0         | 34    | 0     |
| Нью-Йорк Сити    | MLS              | 2023             | 28   | 0    | —        | —        | 1     | 0     | 3         | 0         | 32    | 0     |
| Нью-Йорк Сити    | MLS              | 2024             | 4    | 0    | —        | —        | —     | —     | —         | —         | 4     | 0     |
| Нью-Йорк Сити    | Итого            | Итого            | 69   | 0    | 4        | 0        | 3     | 0     | 9         | 0         | 85    | 0     |
| Всего за карьеру | Всего за карьеру | Всего за карьеру | 69   | 0    | 4        | 0        | 3     | 0     | 9         | 0         | 85    | 0     |

Источники: Transfermarkt, Soccerway, Football Database EU.

### Международная статистика
| Команда | Год   | Игры | Голы |
| ------- | ----- | ---- | ---- |
| Ямайка  |       |      |      |
| 2023    | 3     | 0    |      |
| 2024    | 2     | 0    |      |
| Всего   | Всего | 5    | 0    |

Источник: National Football Teams.